# Norma de um ideal
Na área da matemática conhecida teoria algébrica dos números, a norma de um ideal mede o tamanho de um ideal de anel numérico complexo em termos de um ideal anel menos complexo. Quando o anel numérico menos complexo é tomado com o sendo o anel de inteiros, Z, então a norma de uma ideal não zero I de um anel numérico R é simplesmente o tamanho de um anel quociente finito R/I.